# Pećani
Pećani (in serbo Пећани?) è un quartiere suburbano rurale della capitale serba di Belgrado. Si trova nel comune di Čukarica a Belgrado.

## Posizione
Pećani si trova 3 km a sud di Ostružnica, nella parte centrale del comune di Čukarica.

## Caratteristiche
È il secondo quartiere meno popolato del comune, con una popolazione di 562 abitanti al censimento del 2011, e nonostante sia piccolo e in via di spopolamento (632 abitanti nel 1991), è statisticamente classificato come quartiere suburbano rurale (città).
Vicino al paese si trovano due grotte carsiche, chiamate Donja Pećina e Gornja Pećina ("grotta superiore" e "grotta inferiore").
Nel luglio 2023 la città di Belgrado ha annunciato piani per la massiccia urbanizzazione dell'area di Velika Moštanica-Pećani, che aumenterebbe di diciassette volte la loro popolazione complessiva portandola a 9.750.

## Società
Nell'insediamento di Pećani vivono 413 adulti e l'età media della popolazione è di 43,0 anni (41,6 per gli uomini e 44,3 per le donne). Ci sono 161 famiglie nell'insediamento e il numero medio di membri per famiglia è 3,06.
Questo insediamento è in gran parte popolato da serbi (secondo il censimento del 2002).

### Evoluzione demografica
Abitanti censiti

## Trasporti
Pećani è raggiungibile da Belgrado con le linee GSP giornaliere:
- Linea 551: Beograd Na Vodi — Sremčica;[5]
- Linea 553: Beograd Na vodi – Rucka.[6]